# Four Nations Chess League 2004/05
Die Saison 2004/05 war die zwölfte Spielzeit der Four Nations Chess League (4NCL). 
Der Titelverteidiger Guildford A&DC sowie Wood Green gewannen beide die ersten zehn Runden, so dass die Entscheidung erst im direkten Vergleich in der letzten Runde fiel. Nach dem 4:4 ging der Titel aufgrund der besseren Brettpunkte an Wood Green.
Aus der Division 2 waren Bristol, Wessex und die zweite Mannschaft von Guildford A&DC aufgestiegen. Als einziger Aufsteiger erreichte Guildfords zweite Mannschaft den Klassenerhalt, während Bristol und Wessex zusammen mit Richmond abstiegen. 
Ein Verein hatte sich umbenannt; Micro Mark NWE nahm wieder den alten Namen North West Eagles an. Zu den gemeldeten Mannschaftskadern siehe Mannschaftskader der Four Nations Chess League 2004/05.

## Termine und Spielort
Die Wettkämpfe fanden statt am 18. und 19. September, 20. und 21. November 2004, 22. und 23. Januar, 9., 10. und 30. April sowie am 1. und 2. Mai 2005. Die fünfte und sechste Runde wurden in Nottingham ausgerichtet, alle übrigen in West Bromwich.

## Abschlusstabelle
| Pl. | Verein                            | Sp | G  | U | V | MP   | Brett-P.  |
| --- | --------------------------------- | -- | -- | - | - | ---- | --------- |
| 01. | Wood Green I. Mannschaft          | 11 | 10 | 1 | 0 | 21:1 | 67,5:20,5 |
| 02. | Guildford A&DC I. Mannschaft (M)  | 11 | 10 | 1 | 0 | 21:1 | 63,0:25,0 |
| 03. | Barbican Chess Club               | 11 | 6  | 3 | 2 | 15:7 | 50,0:38,0 |
| 04. | Wood Green II. Mannschaft         | 11 | 6  | 1 | 4 | 13:9 | 46,5:41,5 |
| 05. | North West Eagles                 | 11 | 5  | 3 | 3 | 13:9 | 46,0:42,0 |
| 06. | Guildford A&DC II. Mannschaft (N) | 11 | 3  | 3 | 5 | 9:13 | 43,0:45,0 |
| 07. | Betsson.com                       | 11 | 3  | 2 | 6 | 8:14 | 41,5:46,5 |
| 08. | The ADs                           | 11 | 2  | 3 | 6 | 7:15 | 37,0:51,0 |
| 09. | Numerica 3Cs                      | 11 | 2  | 3 | 6 | 7:15 | 36,0:52,0 |
| 10. | Richmond                          | 11 | 3  | 1 | 7 | 7:15 | 33,5:54,5 |
| 11. | Bristol (N)                       | 11 | 3  | 0 | 8 | 6:16 | 32,0:56,0 |
| 12. | Wessex (N)                        | 11 | 2  | 1 | 8 | 5:17 | 32,0:56,0 |

## Entscheidungen
|     | Britischer Meister: Wood Green I. Mannschaft           |
|     | Absteiger in die Division 2: Richmond, Bristol, Wessex |
| (M) | Meister der letzten Saison                             |
| (N) | Aufsteiger der letzten Saison                          |

## Kreuztabelle
| Ergebnisse | Ergebnisse                    | 01. | 02. | 03. | 04. | 05. | 06. | 07. | 08. | 09. | 10. | 11. | 12. |
| ---------- | ----------------------------- | --- | --- | --- | --- | --- | --- | --- | --- | --- | --- | --- | --- |
| 01.        | Wood Green I. Mannschaft      |     | 4   | 6½  | 6½  | 5   | 5   | 5½  | 7½  | 6½  | 7½  | 7½  | 6   |
| 02.        | Guildford A&DC I. Mannschaft  | 4   |     | 4½  | 5   | 6½  | 4½  | 6   | 5½  | 7   | 6   | 6½  | 7½  |
| 03.        | Barbican Chess Club           | 1½  | 3½  |     | 5   | 4   | 4   | 5½  | 6   | 4   | 6½  | 4½  | 5½  |
| 04.        | Wood Green II. Mannschaft     | 1½  | 3   | 3   |     | 3½  | 5½  | 4½  | 4   | 6   | 5   | 5   | 5½  |
| 05.        | North West Eagles             | 3   | 1½  | 4   | 4½  |     | 4   | 5½  | 5   | 4   | 3   | 5½  | 6   |
| 06.        | Guildford A&DC II. Mannschaft | 3   | 3½  | 4   | 2½  | 4   |     | 5   | 5½  | 3½  | 4   | 5½  | 2½  |
| 07.        | Betsson.com                   | 2½  | 2   | 2½  | 3½  | 2½  | 3   |     | 4   | 4   | 5½  | 6½  | 5½  |
| 08.        | The ADs                       | ½   | 2½  | 2   | 4   | 3   | 2½  | 4   |     | 4½  | 3½  | 6½  | 4   |
| 09.        | Numerica 3Cs                  | 1½  | 1   | 4   | 2   | 4   | 4½  | 4   | 3½  |     | 5   | 3   | 3½  |
| 10.        | Richmond                      | ½   | 2   | 1½  | 3   | 5   | 4   | 2½  | 4½  | 3   |     | 3   | 4½  |
| 11.        | Bristol                       | ½   | 1½  | 3½  | 3   | 2½  | 2½  | 1½  | 1½  | 5   | 5   |     | 5½  |
| 12.        | Wessex                        | 2   | ½   | 2½  | 2½  | 2   | 5½  | 2½  | 4   | 4½  | 3½  | 2½  |     |

## Die Meistermannschaft
| 1.            | Wood Green |
| Schachfiguren | Jonathan Speelman, Alexander Baburin, Bogdan Lalić, John Emms, Chris Ward, Daniel Gormally, Jonathan Levitt, Harriet Hunt, Alexei Schirow, Pia Cramling, Viktorija Čmilytė, Jekaterina Kowalewskaja, Ketewan Arachamia-Grant, Elena Sedina, Jelena Dembo, Luke McShane, Bjørn Tiller, Andrew David Martin, Matthew Turner, Michael Adams, Viktor Bologan, Ivan Sokolov, Peter Heine Nielsen. |